# Ungarischer Volksaufstand
Der Ungarische Volksaufstand (in Ungarn selbst eher als 56-os forradalom oder seltener októberi forradalom, deutsch: „Revolution von 56“ oder „Oktoberrevolution“ bekannt) bezeichnet die bürgerlich-demokratische Revolution (ungarisch forradalom) und den Freiheitskampf (ungarisch szabadságharc) von 1956 in der Volksrepublik Ungarn, bei denen sich breite gesellschaftliche Kräfte gegen die Regierung der kommunistischen Partei und der sowjetischen Besatzungsmacht erhoben.
Die Revolution begann am 23. Oktober 1956 mit einer friedlichen Großdemonstration der Studenten der Universitäten in Budapest, die demokratische Veränderungen forderten.
Die Regierung ließ am Abend in die schnell wachsende Menge schießen, woraufhin der bewaffnete Kampf ausbrach. Binnen weniger Tage wurde die Einparteidiktatur durch eine Regierung unter der Leitung von Imre Nagy abgelöst, in der auch die Bauernpartei und die Kleinlandwirtepartei Ministerien erhielten. Diese Regierung bildete sich innerhalb von acht Tagen noch zweimal um und beteiligte auch noch die sozialdemokratische Partei. Ungarn trat aus dem Warschauer Pakt aus, erklärte seine Neutralität und rief die Sowjetarmee zum Verlassen des Landes auf.
Der Freiheitskampf endete mit der Invasion der durch Einmarsch verstärkten übermächtigen Sowjetarmee, die am 4. November 1956 eine pro-sowjetische Regierung unter János Kádár installierte. Die Kämpfe gegen sie dauerten in Budapest eine Woche, an einzelnen Orten mehrere Wochen lang, im Gebirge sogar bis Anfang 1957. Der Westen unterstützte die Aufständischen verbal, die NATO hielt sich jedoch von einer militärischen Konfrontation mit den Staaten des Warschauer Pakts zurück. Nach der Niederschlagung des Freiheitskampfes wurden hunderte Aufständische – unter ihnen Imre Nagy und Pál Maléter – durch die kommunistischen Machthaber hingerichtet, zehntausende wurden eingekerkert oder interniert. Hunderttausende Ungarn flüchteten vor der Diktatur in den Westen. Der Aufstand wurde vom Kádár-Regime stets als „Konterrevolution“ bezeichnet, die öffentliche Nennung als Revolution wurde geahndet. Seit 1989 ist der 23. Oktober ein Nationalfeiertag in Ungarn.

## Vorgeschichte
Nach der Besetzung Ungarns durch die Rote Armee 1945 und der Entmachtung der Pfeilkreuzler und der deutschen Besatzungsmacht entstand eine von den Kommunisten getragene demokratische Volksbewegung. Die Kommunisten wurden zu einer wesentlichen politischen Kraft und waren mit zwei Ministern an der Provisorischen Nationalregierung beteiligt, der außerdem drei Sozialdemokraten, zwei Minister der Partei der kleinen Landwirte sowie ein Minister der Bauernpartei angehörten. Ferner erhielten drei ehemalige Militärs und ein Adliger ein Ministeramt. Die wichtigsten Posten lagen dabei in den Händen der linken Parteien, während die anderen Parteien relativ bedeutungslose erhielten. Der Außenminister etwa war ohne Bedeutung, da alle Beziehungen zum Ausland über die von der Sowjetunion dominierte Alliierte Kontrollkommission laufen mussten.
Da damals mehr als die Hälfte der Ungarn von der Landwirtschaft lebte, war eines der ersten Projekte 1945 die Durchführung einer Bodenreform, durch welche Großgrundbesitzer enteignet wurden und Kleinbauern eigenes Land erhielten. Die Großgrundbesitzer verloren dadurch auch politisch an Macht. Verantwortlich für die Bodenreform war der kommunistische Landwirtschaftsminister Imre Nagy.
Da Ungarn ohnehin von sowjetischen Truppen besetzt war und die Sowjets die Alliierte Kontrollkommission führten, während sich international zwei politische Lager herausbildeten, geriet Ungarn immer stärker in den sowjetischen Machtbereich.
Bei der Parlamentswahl vom 4. November 1945 kam die Partei der kleinen Landwirte auf 57 % der Stimmen, die Kommunisten nur auf 17 %. Auf Druck der Sowjets waren die Kommunisten dennoch an der neuen Koalitionsregierung beteiligt und stellten vier von 18 Ministern. Die sowjetischen Truppen blieben auch nach Abschluss des Friedensvertrags vom 10. Februar 1947 im Land mit der Begründung, die Verbindung zu den in Österreich stationierten Truppen zu halten.
Der im März 1946 gegründete Linksblock aus Kommunisten und Sozialdemokraten, Mitgliedern der Nationalen Bauernpartei und Gewerkschaftern trat geschlossen gegen die Partei der Kleinen Landwirte an. Die Kommunisten übernahmen durch Anwendung der „Salamitaktik“, des scheibchenweisen Reduzierens des demokratischen Systems, immer mehr die Macht im Staat. Sie sicherten sich den entscheidenden Einfluss im Innenministerium und den Sicherheitsorganen. Vermeintliche und tatsächliche politische Gegner wurden durch die politische Polizei eingeschüchtert und ausgeschaltet. Die Aufdeckung angeblicher Verschwörungen führte zu politischen Säuberungen und zur Ausschaltung des rechten Flügels der Partei der kleinen Landwirte. Am 30. Mai 1947 trat Ministerpräsident Ferenc Nagy zurück. Nachfolger wurde Lajos Dinnyés vom linken Flügel der Partei.
Bei den bereits unter Einschüchterung stattfindenden Neuwahlen des Parlaments am 31. August 1947 erhielt der Linksblock 61 %. Die vom Linksblock gebildete Volksfrontregierung verfolgte ein kommunistisches Programm, obwohl sich der Stimmenanteil der Kommunisten nur auf 22 % belaufen hatte. Die Regierung betrieb die Verstaatlichung der Banken, der Bergwerke, der Schwerindustrie und aller Industriebetriebe mit mehr als 100 Mitarbeitern.
Am 12. Juni 1948 wurde die Kommunistische Partei mit der Sozialdemokratischen Partei zur Magyar Dolgozók Pártja (MDP, deutsch Partei der Ungarischen Werktätigen) vereinigt. Die Oppositionsparteien im Parlament verschwanden durch Emigration ihrer führenden Vertreter und durch die Aberkennung von Mandaten.

### Stalinistische Herrschaft unter Mátyás Rákosi

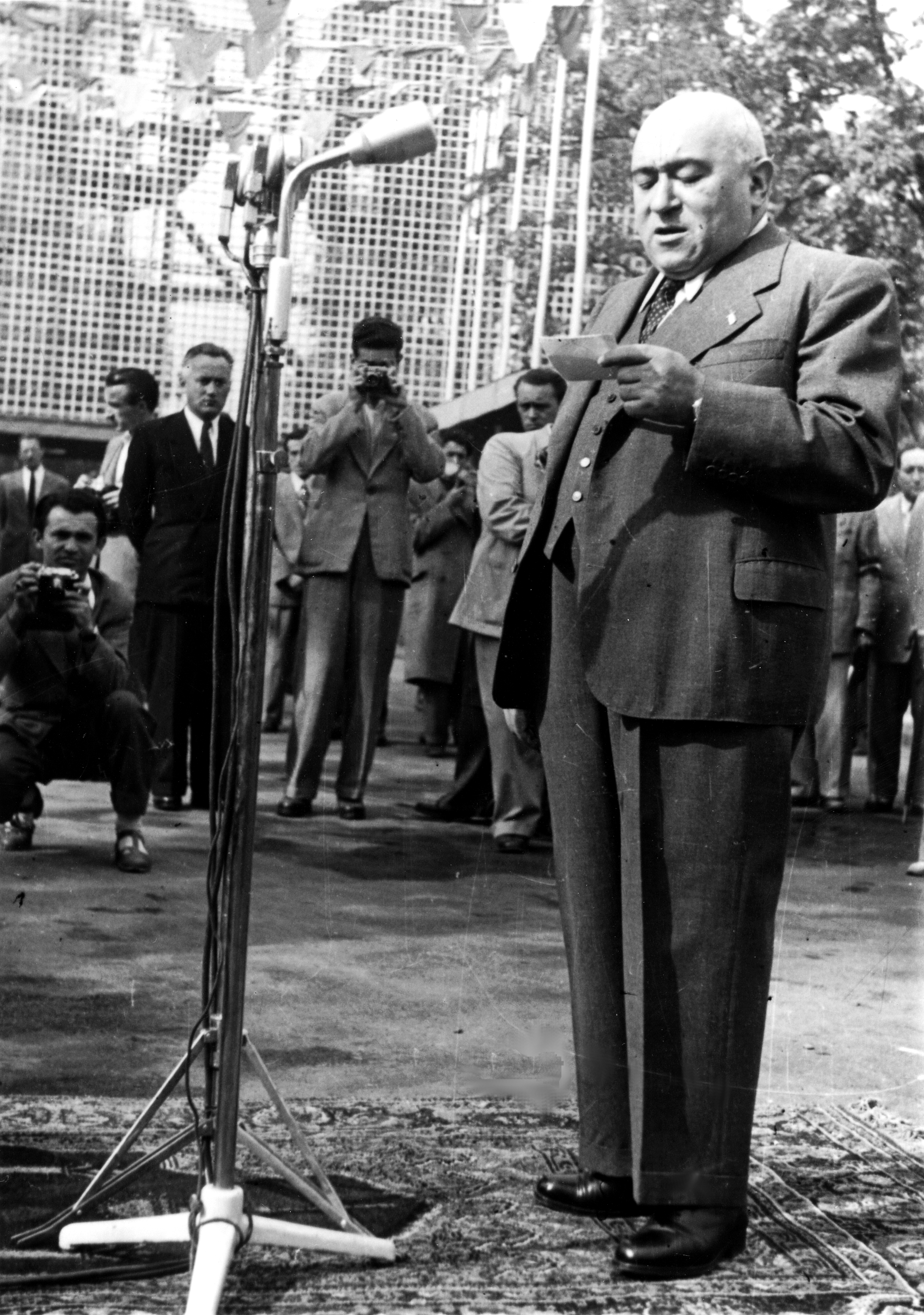
Mátyás Rákosi bei einer Rede in Budapest 1948

Die MDP konzentrierte sich darauf, den kommunistischen Machtapparat auszubauen. Bei der Wahl zur Nationalversammlung im Mai 1949 erreichte die Einheitsliste 95,6 % Ja-Stimmen. Am 20. August 1949 trat eine neue Verfassung in Kraft, die der sowjetischen Verfassung von 1936 nachempfunden war. Damit wurde aus Ungarn ein Arbeiter-und-Bauern-Staat; die Gewaltenteilung wurde aufgehoben und ein 21-köpfiger Präsidialrat als kollektives Staatsoberhaupt eingeführt, der zwischen den Sitzungen des Parlaments dessen Befugnisse hatte.
Der sich um Mátyás Rákosi herausbildende Personenkult wurde begründet mit der stalinistischen These der ständigen Verschärfung des nationalen und internationalen Klassenkampfes. Alle Macht in Staat und Partei befand sich in Rákosis Hand, der sich selbst auch als den besten Schüler Stalins bezeichnete. Der Personenkult führte zu einer Atmosphäre des Terrors durch die Staatssicherheitsbehörde. Es fanden eine große Zahl von Schauprozessen gegen vermeintliche politische Gegner statt. Diesen Prozessen fielen auch kommunistische Parteimitglieder und Mitglieder der Regierung zum Opfer, so etwa der 1949 hingerichtete frühere Innenminister László Rajk. Zu den Inhaftierten zählte auch der spätere Parteichef János Kádár. Insgesamt wurden Verfahren gegen mehr als eine Million Menschen, rund zehn Prozent der Bevölkerung, eingeleitet. Viele Menschen wurden ohne Anklage und Gerichtsverfahren in Lager gesteckt und mussten Zwangsarbeit verrichten.
Mit der vorzeitigen Erfüllung des Drei-Jahres-Planes war die im Zweiten Weltkrieg zerstörte Infrastruktur Ungarns offiziell wiederhergestellt. Allerdings wurden in dem Plan mechanisch die ökonomischen Praktiken der Sowjetunion übernommen: So flossen Investitionen vor allem in die Schwerindustrie. Auch dies wurde mit der Verschärfung des Klassenkampfes und der darauf basierenden Angst vor einem neuen Krieg begründet. Dabei wurden die Bedürfnisse der Landwirtschaft und des Lebensstandards der Bevölkerung nicht berücksichtigt. In der Landwirtschaft verringerte die Zwangskollektivierung die Erträge, so dass Ungarn als ehemaliges Agrar-Exportland sogar Lebensmittel importieren musste.
Durch die sowjetische Besatzung befand sich Ungarn sowohl politisch als auch – vermittelt über die streng moskautreue Parteiführung – wirtschaftlich in völliger Abhängigkeit von der Sowjetunion. So bedurfte selbst nach Abschluss des Friedensvertrages jede außenpolitische Entscheidung der Zustimmung durch die Sowjetunion. Es galt als offenes Geheimnis, dass die ungarische Wirtschaft in erster Linie den Interessen der Sowjetunion dienen musste.

### Reformen unter Imre Nagy, Restauration, innerparteiliche Opposition, der Posener Aufstand

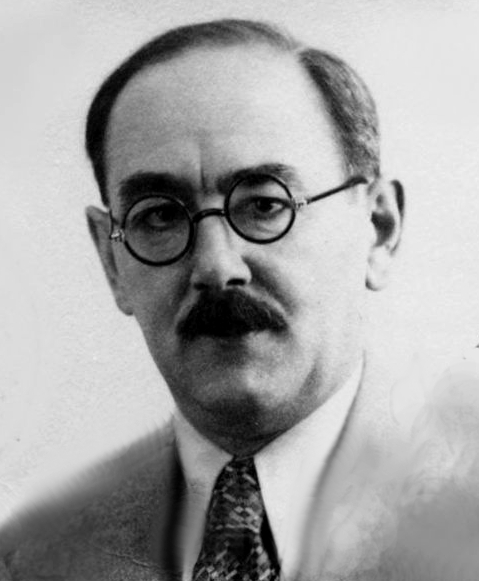
Imre Nagy

Nach dem Tod Stalins am 5. März 1953 kam in der Sowjetunion Nikita Chruschtschow an die Macht. Im Rahmen der anti-stalinistischen Säuberungen musste auch Rákosi einen Teil seiner Macht abgeben. Am 4. Juli 1953 wurde der frühere Landwirtschaftsminister Imre Nagy neuer Ministerpräsident. Parteichef blieb jedoch Rákosi.
Imre Nagy distanzierte sich deutlich von der Politik seines Vorgängers. Statt die Schwerindustrie weiter auszubauen, förderte Nagy die Landwirtschaft und die Konsumgüterindustrie. Bauern durften aus den Landwirtschaftlichen Produktionsgenossenschaften wieder austreten. Der Lebensstandard stieg. Viele Opfer von Rákosis Personenkult wurden, wenn auch nur stillschweigend und ohne Entschädigung, rehabilitiert. Er setzte die Gulaglisten und auch die ungarischen Arbeitslager selbst außer Kraft und sprach damit 750.000 Menschen von ihrer Schuld frei, darunter auch János Kádár. Außerdem veranlasste er die Untersuchung der politischen Schauprozesse um László Rajk von 1949.
Innerhalb der Partei versuchte die dogmatische Gruppe um Rákosi, die Reformpolitik zu unterminieren. Imre Nagy verlor diesen Machtkampf und wurde im April 1955 wieder abgesetzt und einige Monate später aus der Partei ausgeschlossen. Es folgte eine Phase der Restauration. Im Februar 1956 hielt der sowjetische Parteichef Nikita Chruschtschow auf dem XX. Parteitag der KPdSU seine Geheimrede Über den Personenkult und seine Folgen mit scharfer Kritik an den stalinistischen Verbrechen. In Ungarn kamen daher in der Partei Forderungen nach Überprüfung der Parteilinie und Bestrafung der Schuldigen auf. Der Parteivorsitz ging von Matyás Rákosi auf seinen Stellvertreter Ernő Gerő über, der jedoch kaum beliebter als Rákosi war. Der Unzufriedenheit insbesondere unter Intellektuellen war damit nicht beizukommen.
Im Laufe des Herbstes entstanden in fast allen Universitätsstädten Diskussionsforen nach dem Vorbild des Petőfi-Kreises, eines Diskussionszirkels junger Literaten, die sich ab Anfang 1956 zunehmend politischen Themen widmeten. Aus diesen parteiinternen Diskussionskreisen ging dann der Studentenprotest hervor.
Die Witwe des unter Rákosi hingerichteten früheren Ministers László Rajk forderte gemeinsam mit der parteiinternen Opposition die Neubestattung ihres Mannes und Rehabilitierung der Kommunisten unter den Opfern des Rákosi-Systems. Die Regierung gab schließlich nach. Am 6. Oktober 1956 wurde László Rajk neu bestattet. An dem Trauermarsch beteiligten sich Hunderttausende und setzten damit ein deutliches politisches Zeichen.
Studenten forderten die Autonomie ihrer Organisationen. In der Stadt Szeged fand am 16. Oktober die Neugründung des ehemaligen unabhängigen Hochschulverbandes MEFESZ statt.

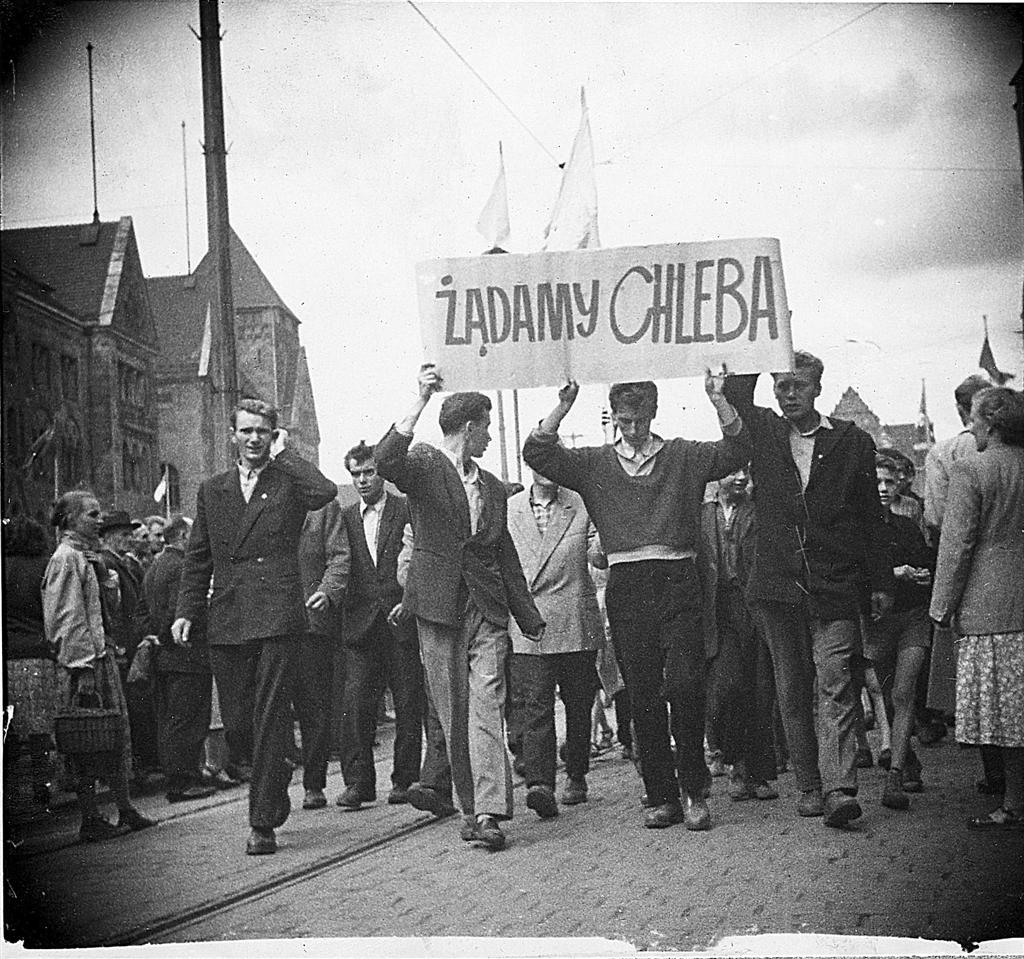
Posener Arbeiteraufstand (1956)

In Polen wurde nach dem Arbeiteraufstand von Posen vom Juni 1956 der populäre, 1949 aus der Parteiführung verdrängte und dann drei Jahre lang inhaftierte Władysław Gomułka am 21. Oktober 1956 gegen den Willen der sowjetischen Führung zum ersten Sekretär des ZK der Polnischen Vereinigten Arbeiterpartei (PVAP) gewählt. Verhandlungen mit den angereisten sowjetischen Führern konnten diese von einer militärischen Intervention in Polen abbringen. Im Gegenzug versprach Gomułka, die enge Bindung Polens an die Sowjetunion beizubehalten. Gomułkas Parteitagsrede wurde in der ungarischen Parteizeitung Szabad Nép abgedruckt. Die innerparteiliche Opposition in Ungarn hoffte auf einen ähnlichen Ausgang der Krise in Ungarn.
Die Studenten gingen in ihren Forderungen weiter als die parteiinterne Opposition. In Anlehnung an die Revolution von 1848 verfassten Studenten der Technischen Universität Budapest (heute: Technische und Wirtschaftswissenschaftliche Universität Budapest) am 22. Oktober eine Erklärung, in der sie Bürgerliche Freiheitsrechte und Parlamentarismus sowie nationale Unabhängigkeit forderten.
Um ihren Forderungskatalog, der in unterschiedlichen Versionen zwischen 10 und 16 Punkten enthielt, bekannter zu machen, brachten gewählte Vertreter ihn in andere Hochschulen, in Betriebe und zu lokalen und zentralen Behörden und Institutionen. Nachdem der Ungarische Rundfunk sich geweigert hatte, die Forderungen bekanntzumachen, riefen die Studenten für den 23. Oktober zu einer Demonstration auf, um ihre Solidarität mit den Reformern in Polen zu zeigen und die eigenen Forderungen zu unterstreichen.
Im Zuge dieser Massendemonstration begann der Ungarische Volksaufstand.

## Die Lage 1956 in der Sowjetunion
Am 25. Februar 1956 kritisierte Chruschtschow in einer „Geheimrede“ auf dem 20. Parteitag der KPdSU den Personenkult um Stalin und Stalins Verbrechen. Die sowjetische Führung leitete in der Folge eine grundlegende Wende in der Gesellschafts- und Wirtschaftspolitik ein, die als Entstalinisierung bekannt wurde. Es entwickelte sich die Tauwetter-Periode: innen- und außenpolitisch kehrte eine gewisse Entspannung ein. Chruschtschow ließ zahlreiche Straflager (Gulag) schließen und unschuldig Inhaftierte entlassen. Ganze Bevölkerungsteile wurden rehabilitiert.
Die Entstalinisierung setzte auch politische Entwicklungen in Gang, die Teilen der sowjetischen Führung Sorgen machten.
Die zunehmende Liberalisierung in einigen Staaten des Warschauer Pakts veranlasste Strukturkonservative in der sowjetischen Führung zu der Sorge, die Entstalinisierung könnte „außer Kontrolle geraten“.

## Internationale Lage
Die internationale Politik war in diesen Tagen durch die Suezkrise geprägt. Großbritannien und Frankreich bereiteten zusammen mit Israel eine Besetzung des Suezkanals vor. Am 24. Oktober unterzeichneten die drei Staaten ein geheimes Abkommen – die Vorbereitungen hielt man auch vor den USA geheim. Am 29. begann Israel einen Vormarsch; am 31. Oktober begannen Großbritannien und Frankreich mit der Bombardierung ägyptischer Flughäfen.
Um eine Eskalation des Konfliktes zu vermeiden, entschloss sich Washington, mit der Sowjetunion eine Uniting-for-peace-Resolution anzustreben (sie überträgt die Entscheidung über die Resolution der Generalversammlung der UN ohne Veto-Möglichkeit der ständigen Mitglieder). Am 2. November 1956 forderte die UNO nur von Israel die Einstellung der Kampfhandlungen und den Rückzug hinter die Waffenstillstandslinie, am 4. November die Aufstellung einer UNO-Friedenstruppe.
Am 5. November – also einen Tag nach dem Beginn ihres Einmarsches in Ungarn – drohte die Sowjetunion gegenüber Frankreich und Großbritannien, mit der Anwendung von Gewalt die Aggressoren zu vernichten und den Frieden im Nahen Osten wiederherzustellen. Parteichef Chruschtschow sprach sogar von der – militärisch nicht verwirklichbaren – Zerstörung der westlichen Hauptstädte mit Atomwaffen. An Israel richtete der sowjetische Ministerpräsident Bulganin die Warnung: „Als Vollstrecker eines fremden Willens und im Auftrag anderer treibt die Regierung Israels ein verbrecherisches und unverantwortliches Spiel mit dem Schicksal der Welt, mit dem Schicksal ihres eigenen Volkes. Sie sät unter den Völkern des Ostens einen Hass, der sich auf die Zukunft Israels auswirken muss und seine staatliche Existenz in Frage stellt...Wir erwarten, dass die Regierung Israels sich eines Besseren besinnt, ehe es zu spät ist, und ihre militärischen Operationen gegen Ägypten einstellt.“ Gleichzeitig rief sie ihren Botschafter aus Tel Aviv ab.
Am Tag darauf stellten Großbritannien, Frankreich und Israel die Kampfhandlungen ein.
Am 22. Dezember 1956 wurde der Kriegsschauplatz wieder geräumt; am 7. März 1957 verließen die letzten israelischen Soldaten ägyptisches Territorium. Die UNO-Vollversammlung hatte zuvor die Forderung nach Truppenrückzug am 24. November 1956, am 19. Januar 1957 und am 2. Februar 1957 wiederholt.
Dass Großbritannien und Frankreich versuchten, Ägypten durch militärische Aggression zur Rückgabe des Suezkanals zu zwingen und sein Regime zu stürzen, während zur selben Zeit die Rote Armee den Ungarischen Volksaufstand niederschlug, stellte die drei Angreifer-Länder in der öffentlichen Wahrnehmung auf die gleiche spätimperialistische Stufe.
Die bis dahin „letzte Entfaltung des imperialen Machismo“ löste weltweit Empörung und Kritik aus.
Man kann sagen, dass die Suezkrise und ihr zeitlicher Verlauf der Sowjetunion äußerst gelegen kam: die UN-Diplomatie war durch die Suezkrise stark beschäftigt; sie fand in Öffentlichkeit und Medien große Aufmerksamkeit.

## Verlauf
Der eigentliche Volksaufstand dauerte vom 23. Oktober bis zum 4. November, als die sowjetische Armee mit überlegenen Kräften einmarschierte und eine moskautreue Regierung einsetzte. Bis zum 16. November hatte sie dann praktisch das ganze Land unter ihrer Kontrolle. Aber auch die Zeit danach war durchsetzt von Verfolgung und Niederschlagung der letzten Widerstand leistenden Gruppen.

### Beginn – der 23. Oktober
Den Studenten der Technischen Universität Budapest wurde am 23. Oktober eine Demonstration zur Solidarität mit dem polnischen Arbeiteraufstand genehmigt.
Zwei Tage zuvor hatte die PVAP (Polnische Vereinigte Arbeiterpartei) gegen den Willen der sowjetischen KP Władysław Gomułka zum PVAP-Vorsitzenden gewählt, obwohl Chruschtschow und zahlreiche Generäle zwei Tage zuvor zu einem unangemeldeten Besuch nach Warschau gekommen waren und massiv Druck auf die PVAP ausgeübt hatten.
Die Studenten wollten mit dieser Demonstration aber weitere politische Interessen kundtun. Sie trafen den Nerv der Ungarn, die sich zu Tausenden dem Demonstrationszug anschlossen. Der Zug endete zunächst am Josef-Bem-Platz auf der Budaer Donauseite, wo die Forderungen der Studenten verlesen wurden. Obwohl fast keine Verstärker verwendet wurden, strömten immer mehr Menschen zu dieser Massenkundgebung.
Ein Teil der Demonstranten zog zum Parlament weiter, ein Großteil zum Rundfunkgebäude von Magyar Rádió auf der Pester Donauseite. Dort wollten sie ihre Forderungen über diesen staatlichen Sender verbreiten. Aus dem Rundfunkgebäude wurde auf die Demonstranten geschossen.
Dank ungarischer Soldaten gelangten die Demonstranten an Waffen, so dass sie sich zur Wehr setzen konnten; sie stürmten das Gebäude.

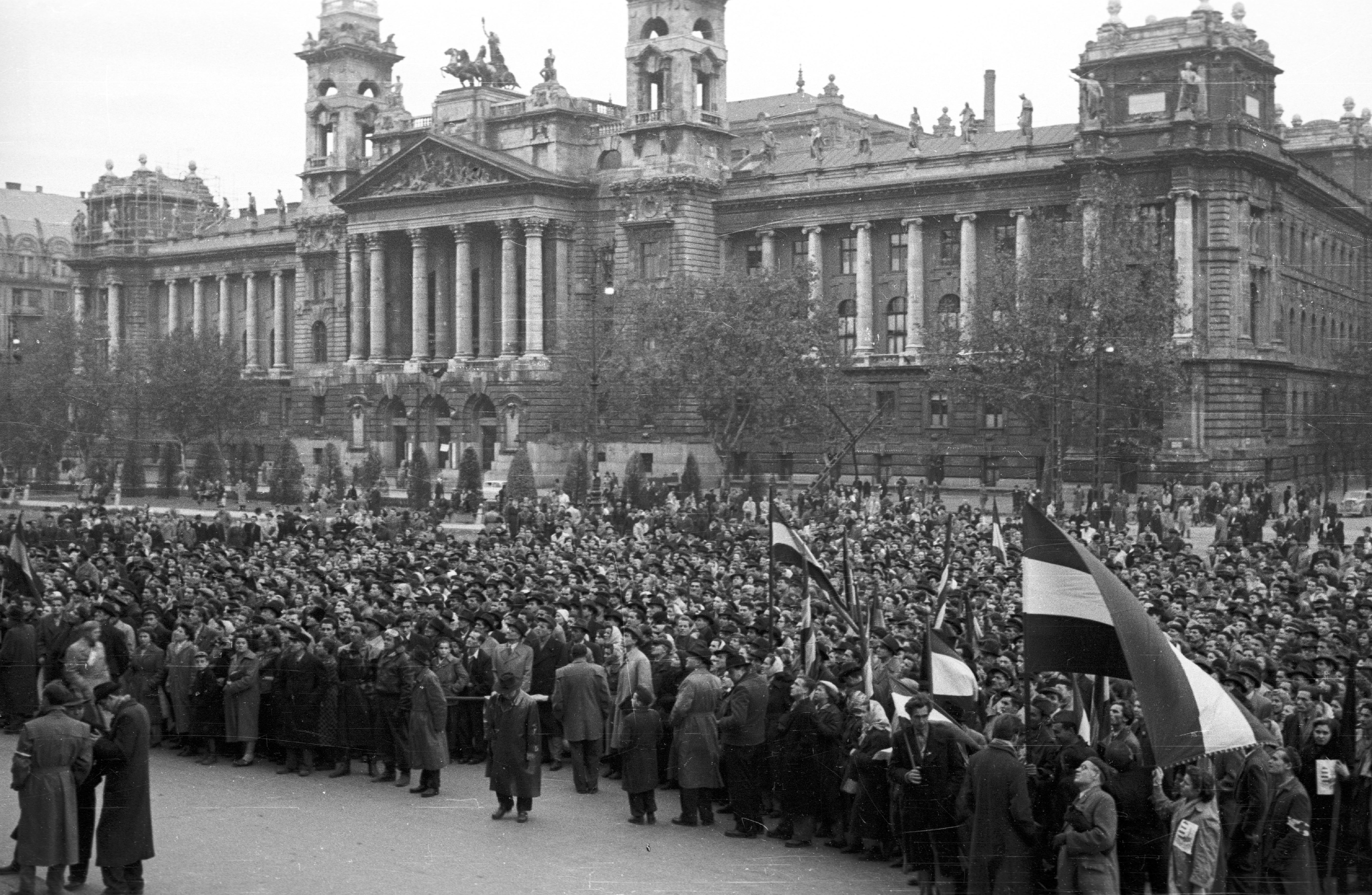
Demonstration auf dem Kossuth Lajos tér

Am Abend versammelten sich circa 200.000 Menschen vor dem Parlament und forderten Meinungs- und Pressefreiheit, freie Wahlen, mehr Unabhängigkeit von der Sowjetunion sowie die Ernennung des reformorientierten Kommunisten Imre Nagy zum Regierungschef. Nagy, der die Demonstranten aufforderte, nach Hause zu gehen, wurde überraschend noch in derselben Nacht vom Zentralkomitee der Partei der Ungarischen Werktätigen zum Ministerpräsidenten berufen.
Unterdessen hatte die Sowjetunion begonnen, militärisch einzugreifen, noch bevor Parteichef Ernő Gerő darum ersucht hatte. Allerdings gab Gerő aus eigenem Antrieb noch am Abend desselben Tages Befehl, das Feuer auf die „waffenlose Masse“ zu eröffnen, obwohl er wenige Stunden zuvor das Gegenteil versprochen hatte. „Niemand hat die Toten dieses Abends gezählt.“

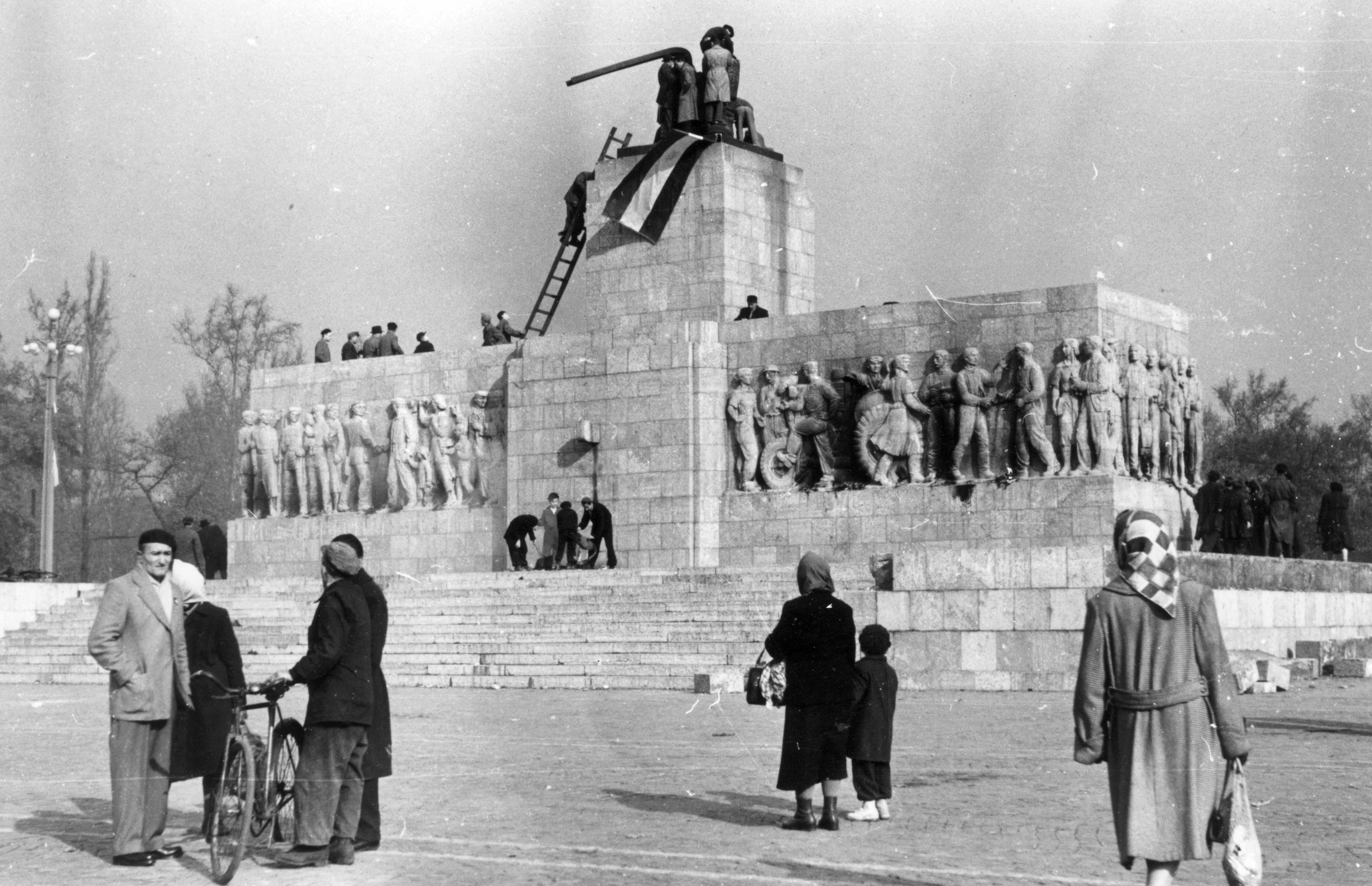
Überreste des zerstörten Stalin-Denkmals

Im Laufe des Abends hatten Demonstranten das Stalin-Denkmal auf dem Felvonulási tér am Stadtwäldchen gestürzt und vor das Parlamentsgebäude gezogen. Laut einer Legende hatten die aufständischen Studenten und Schüler entschieden, dass die Stiefel der Stalin-Statue bleiben sollten, weil sie aus Ungarn stammen. Daher wurde die bronzene Statue über den Knien mit einem Schweißgerät abgeschnitten. Wahrscheinlicher sind praktische Erwägungen. Später wurde die Statue zerschlagen.
Am späten Abend des 23. Oktobers entschied die Sowjetunion, militärisch zu intervenieren und am nächsten Morgen rollten sowjetische Panzer über die Straßen Budapests, die jedoch nicht ausreichend waren, um die Situation vor Ort zu kontrollieren. Chruschtschow sandte den stellvertretenden Ministerpräsidenten Anastas Mikojan und Parteiideloge Michail Suslow nach Budapest, die ihre Unterstützung für die Regierung Nagys erklärten. Die sowjetischen Kräfte wurden am 30. und 31. Oktober wieder abgezogen.

### Vom 24. Oktober bis zum 4. November
Ab dem 24. Oktober weitete sich der Aufstand auf andere Städte aus. Es entstanden Arbeiter-, Revolutions- und Nationalräte. Ein landesweiter Generalstreik setzte ein. Die ersten unabhängigen Zeitungen erschienen.
Am 25. Oktober wurde der erste Parteisekretär Ernő Gerő abberufen und durch János Kádár ersetzt. Vor dem Parlamentsgebäude wurde geschossen. Ob es sich bei den Schützen um Angehörige des gefürchteten Staatssicherheitsdienstes ÁVH, der Roten Armee oder andere handelte, konnte nie ganz geklärt werden. Mehr als 100 Menschen starben bei diesem Vorfall.
Am 27. Oktober gab Imre Nagy seine neue Regierung und die Auflösung des ÁVH bekannt, am darauf folgenden Tag die Anerkennung der Revolution.
Am 30. Oktober verkündete Nagy das Ende der Einparteienherrschaft und bildete eine Mehrparteienregierung. Am gleichen Tag wurde einer der bekanntesten Regimekritiker, der ungarische Kardinal József Mindszenty, aus der Haft befreit. Es kam zu Lynchjustiz an Geheimdienstlern und Parteifunktionären.
Am selben Tag erhielt Chruschtschow einen Bericht von Mikojan und Suslow, dass sich die Situation vor Ort Stunde für Stunde zuspitze. Die „Konterrevolutionäre“ würden Kommunisten auf den Straßen erschießen und die Partei stünde kurz vor dem Zusammenbruch. Mao Zedong, Präsident der Volksrepublik China, wurde ebenfalls konsultiert. Mao hatte sich noch kurz zuvor für einen sowjetischen Abzug ausgesprochen, neigte jetzt doch einer militärischen Intervention zu. Chruschtschow stimmte dieser Position zunächst nicht zu und erklärte, eine Intervention bedeute eine Besetzung des Landes und „so werden wir zum Eroberer“. Er hatte kurz zuvor eine Erklärung abzugeben, in der er versprach, über einen Truppenabzug aus Teilen Osteuropas, einschließlich Ungarns, zu verhandeln und war über sein Prestige besorgt. Die Ankündigung Nagys, das Mehrparteiensystem wiederherzustellen, schreckte Chruschtschow jedoch auf. Zudem würden die westlichen Imperialisten durch den sowjetischen Rückzug ermutigt werden, die sowjetische Schwäche auszunutzen. „Wir haben keine andere Wahl“ resümierte Chruschtschow. Chruschtschow und Georgi Malenkow flogen ebenfalls nach Jugoslawien, um Tito zu informieren, der trotz Bedenken sein Einverständnis gab. Auch Władysław Gomułka, der sich mit Malenkow an der sowjetisch-polnischen Grenze traf, stimmte zu. Chruschtschow genehmigte daraufhin eine massive Militärintervention der Sowjetunion.
Nachdem Nagy am 1. November die Neutralität Ungarns erklärte und das Land aus dem Warschauer Pakt austrat, begannen die Truppen der Sowjetunion mit der Niederschlagung des Volksaufstandes und besetzten u. a. das Parlamentsgebäude. Bewaffnete Gruppen nahmen den Widerstand wieder auf.

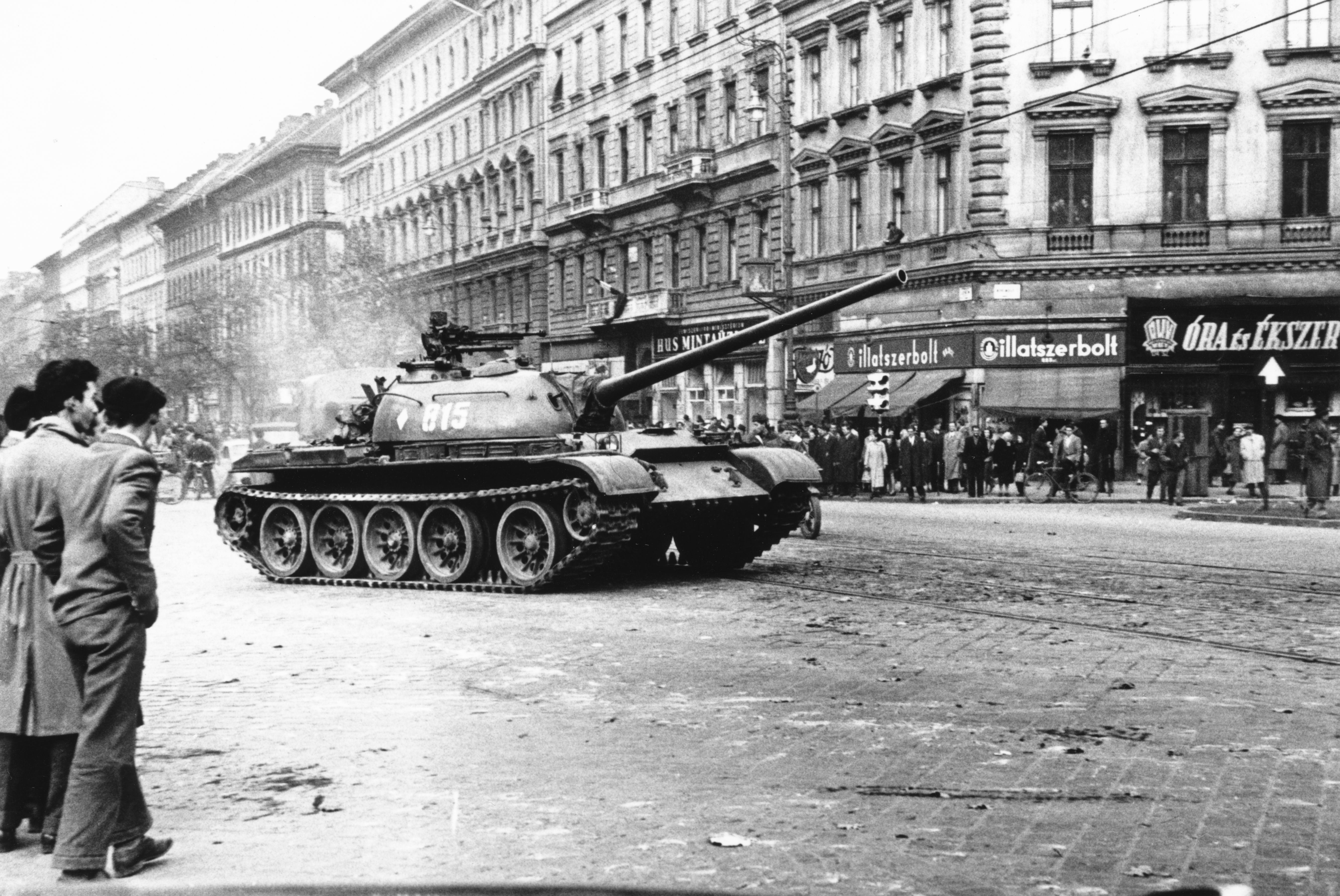
Sowjetischer T-54 Kampfpanzer in der Budapester Innenstadt.

Nach dieser „Absetzung“ der letzten Koalitionsregierung Nagys wurde am 4. November in Szolnok folgendes Kabinett konstituiert, das sich als „Ungarische Revolutionäre Arbeiter- und Bauernregierung“ bezeichnete:
- Ministerpräsident János Kádár, KP
- Stellvertretender Ministerpräsident, Armee- und Polizeiminister Ferenc Münnich, KP
- Außenminister Imre Horváth, KP
- Industrieminister Antal Apró, KP
- Landwirtschaftsminister Imre Dögei, KP
- Handelsminister Sándor Rónai, KP, ehemaliger Sozialdemokrat
- Finanzminister István Kossa, KP
- Staatsminister ohne Portefeuille György Marosán, KP, ehemaliger Sozialdemokrat

### 4. bis zum 15. November

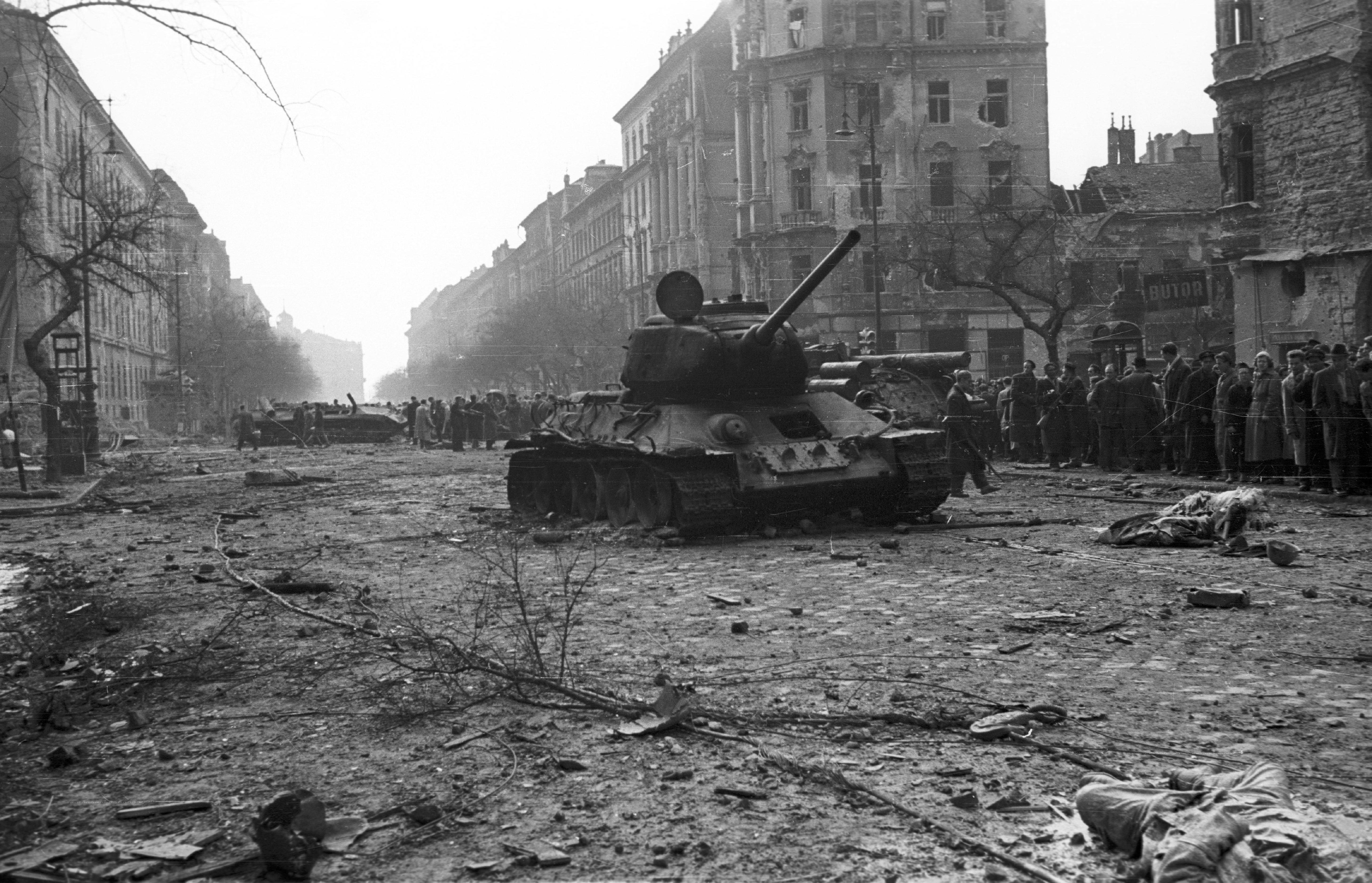
Bei heftigen Kämpfen getötete Menschen, zerstörte sowjetische T-34 Panzer und beschädigte Häuser am Nagykörút.

Vom 4. bis zum 15. November tobten heftige Kämpfe im Land, speziell in der Hauptstadt Budapest. Die Zivilbevölkerung griff für die Regierung zu den Waffen, litt jedoch an Munitionsmangel und war den sowjetischen Streitkräften an Personal und Material hoffnungslos unterlegen, so dass die Niederlage vorbestimmt war. Die Kämpfe forderten auf ungarischer Seite etwa 2500 Tote, die sowjetischen Truppen verloren nach eigener Darstellung 720 Mann. Einzelne Schätzungen gehen von höheren Zahlen aus.
Vor und während des Aufstandes wurde den Aufständischen über Radio Free Europe militärische Unterstützung durch den Westen versprochen, was dieser aber nach US-amerikanischen Regierungsdokumenten zu keinem Zeitpunkt beabsichtigte. Trotzdem spornte dies die Aufständischen zu weiterem Widerstand an. Die gleichzeitig stattfindende Suezkrise und die damit einhergehende Verstimmungen zwischen Frankreich/Großbritannien und den USA verhinderten zusätzlich eine einheitliche Reaktion der Westmächte.

### Zeit nach dem 16. November
Trotz des Einmarsches der Sowjetarmee leisteten immer noch einzelne Gruppen Widerstand. Doch mit der Zeit begann eine Massenflucht über das seit 1955 nicht mehr besetzte Österreich in den Westen. Die meisten Flüchtlinge wurden im Raum Wien gesammelt und mit dem Notwendigsten versorgt. In Ost-Österreich entstanden eine Reihe von Flüchtlingslagern; zum Teil dort, wo ein Jahr zuvor erst die sowjetischen Besatzungstruppen nach dem Staatsvertrag abgezogen waren, wie in Traiskirchen oder dem Schloss Liechtenstein in Maria Enzersdorf.

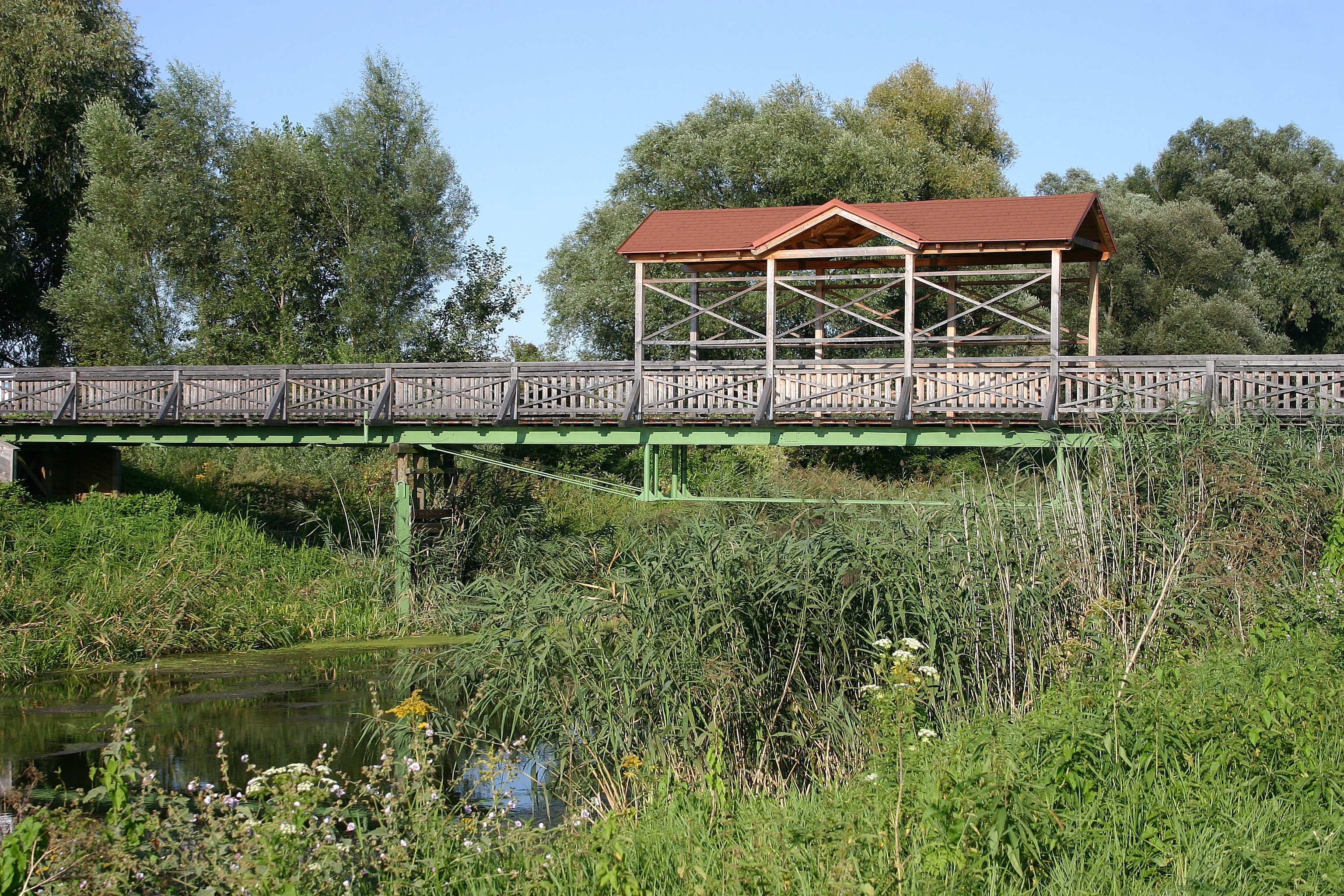
Die Brücke von Andau, die 1996 wieder errichtet wurde.

Da Österreich nicht alle Flüchtlinge aufnehmen konnte, wurden viele auf andere westliche Staaten verteilt. Die meisten Ungarn durften sich dabei ein Land und mitunter eine bestimmte Region in diesem Land aussuchen. Viele davon gingen nach Übersee, etwa 70.000 blieben dauerhaft in Österreich. Insgesamt flohen über 200.000 Ungarn ins westliche Ausland, mehr als 70.000 davon über die Brücke von Andau, die über den Einser-Kanal führt.
Um den Fluchtweg abzuschneiden, wurde die alte Holzbrücke am Nachmittag des 21. November 1956 gesprengt. Zum Gedächtnis wurde 40 Jahre später die Brücke von Andau in Zusammenarbeit österreichischer und ungarischer Pioniere wieder errichtet und am 14. September 1996 feierlich eröffnet.
1957 gründeten geflüchtete Ungarn in Baden das Orchester Philharmonia Hungarica, das seinen Sitz seit 1960 in Marl (Westfalen) hatte und den künstlerischen und faktischen Rang eines Staatsorchesters der Bundesrepublik Deutschland erreichte. Heute findet das Orchester seine Fortführung in der Neuen Philharmonia Hungarica. Hessen fasste die in diesem Bundesland als Flüchtlinge angekommenen Oberschüler in einem Internat im Rheingau zusammen, sodass 66 ungarische Jugendliche in den Jahren 1958 bis 1961 an der Rheingauschule in Geisenheim das deutsche Abitur ablegen konnten.

## Niederschlagung und „Säuberungen“
Imre Nagy wurde am 22. November verhaftet, obwohl man ihm Straffreiheit zugesichert hatte, und im Juni 1958 nach einem streng geheimen Prozess mit anderen Anführern des Volksaufstandes wie dem Verteidigungsminister Pál Maléter hingerichtet. 350 weitere Personen wurden hingerichtet, nach dem Erreichen seines 18. Geburtstages auch der Fachschüler Péter Mansfeld. Im Anschluss an den Aufstand kam es zu Säuberungswellen. Neuer Ministerpräsident wurde János Kádár, der außenpolitisch einen streng moskautreuen Kurs verfolgte, nach einer Phase der Restauration innenpolitisch jedoch Reformen durchführte (siehe Gulaschkommunismus). Kádár war von 1956 bis 1988 Parteichef (Erster bzw. Generalsekretär der Ungarischen Sozialistischen Arbeiterpartei).
Ministerpräsident war er von 1956 bis 1958 und von 1961 bis 1965 (siehe Liste der Ministerpräsidenten Ungarns).

## Ziele und Forderungen der Aufständischen
Der Aufstand hatte sowohl nationalen als auch anti-totalitären Charakter.

### Nationale Unabhängigkeit
Die Studenten der Budapester Technischen Universität forderten, als notwendige Voraussetzung für Reformen, den Abzug der sowjetischen Truppen und darüber hinaus die Wiedereinführung der ungarischen Nationalfeiertage und Staatssymbole. Außerdem forderten sie die Entfernung der Stalin-Statue. Bezeichnenderweise begann ihre Demonstration am 23. Oktober am Denkmal des polnischen Generals Josef Bem, der 1849 als Befehlshaber für die Revolution und die nationale Unabhängigkeit kämpfte.

Das Kossuth-Wappen – Symbol des Aufstandes

In Forderungskatalogen tauchte auch die Forderung auf, das Kossuth-Wappen, welches das Emblem der Revolution von 1848 und im Jahr 1946 Staatswappen war, wieder einzuführen, ebenso den 15. März (Gedenktag der Revolution von 1848) als Nationalfeiertag, sowie die nach sowjetischem Vorbild gestalteten Uniformen abzuschaffen. Nach Ausbruch des Aufstandes wurde die Forderung erhoben, den 23. Oktober zum Nationalfeiertag zu erklären.
Die Forderung nach Überprüfung der internationalen Vereinbarungen und Außenhandelsverträge richtete sich gegen den Abhängigkeitsstatus gegenüber der Sowjetunion. Generell wurde die Beendigung der militärischen, politischen und wirtschaftlichen Abhängigkeit gefordert.
Nach der sowjetischen Intervention am 24. Oktober hatte sich aus dem Aufstand gegen die stalinistische Diktatur ein nationaler Freiheitskampf entwickelt. Die wichtigste Forderung war nun der sofortige Abzug der gegen die Revolution eingesetzten sowjetischen Truppen. Ein Erfolg der demokratischen Umgestaltung schien nur ohne Präsenz sowjetischer Truppen möglich, da diese das alte System mit militärischer Gewalt verteidigten.
Um den 29. Oktober reichten die Entmachtung Ernő Gerős, des bisherigen Ministerpräsidenten András Hegedüs und die Auflösung des Staatssicherheitsdienstes für eine Stabilisierung der Lage jedoch nicht mehr aus. Die bewaffneten Aufständischen, die politischen Gruppierungen, Arbeiterräte und Revolutionskomitees forderten neben dem vollständigen Abzug der sowjetischen Truppen den Austritt Ungarns aus dem Warschauer Pakt und die Erklärung der Neutralität Ungarns.

### Demokratie und politische Freiheiten
In ihrer Erklärung forderten die Studenten der Technischen Universität Budapest ein Mehrparteiensystem, freie Wahlen und bürgerliche Freiheitsrechte. Sie verlangten die Bestrafung der Schuldigen des Rákosi-Regimes, darunter Mátyás Rákosi und der ehemalige ZK-Sekretär Mihály Farkas, die Abschaffung der Ablieferungsquoten in der Landwirtschaft, das Streikrecht, Meinungs-, Presse- und Versammlungsfreiheit.
Während der Demonstrationen am Nachmittag und Abend des 23. Oktober forderten die Massen u. a. die Verlesung der studentischen Forderungen im Rundfunk und die Übernahme der Regierungsgeschäfte durch Imre Nagy.
Die von den Studenten formulierten Forderungen wurden schnell Allgemeingut unter den Aufständischen. Ferner erhoben die Arbeiterräte, die etwa anderthalb Millionen Menschen vertraten, Anspruch auf Beteiligung an der Macht. Die Arbeiterräte forderten ausnahmslos das Streikrecht. Der Arbeiterrat im Industrierevier Csepel forderte bereits am 24. Oktober ausdrücklich die Religionsfreiheit.
Nachdem am 25. Oktober Einheiten des Staatssicherheitsdienstes bei einer Demonstration vor dem Parlamentsgebäude durch Schüsse in die Menge mehr als 100 Menschen töteten, wurde überall die sofortige Auflösung des Sicherheitsdienstes gefordert.

## Gedenken
Im Jahr 1991 wurde vom ungarischen Parlament die Erinnerungsmedaille an den Ungarischen Volksaufstand gestiftet. Im Jahr 1991 wurde vom ungarischen Parlament die Verjährung der Verbrechen rund um den Volksaufstand aufgehoben, um noch lebende Personen dem Gericht zuführen zu können.

### Gedenktafeln

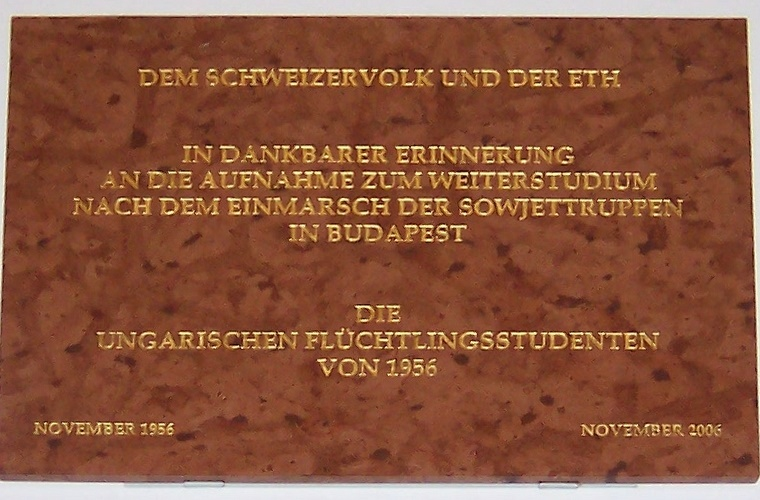
Gedenktafel an der ETH Zürich.
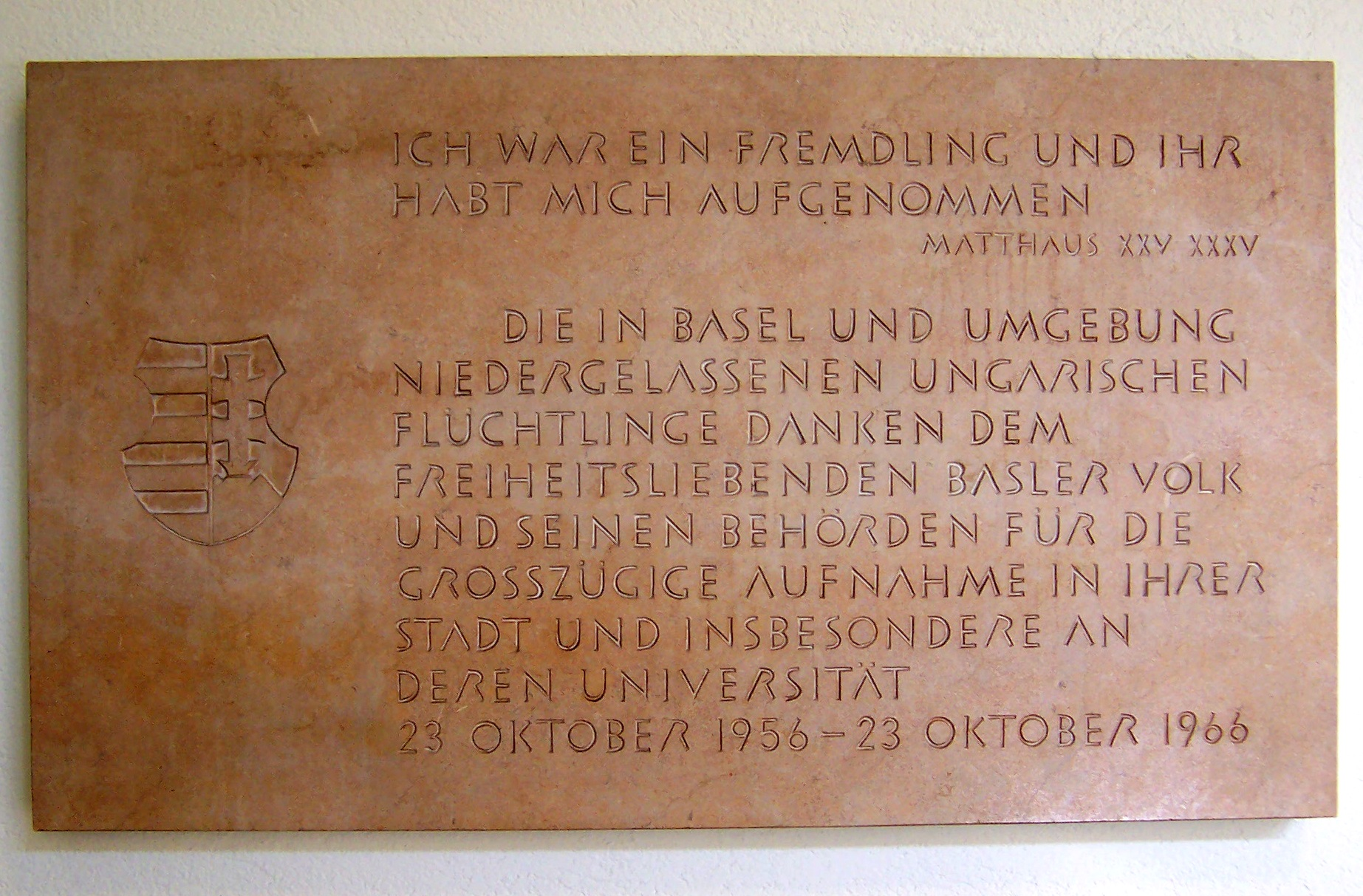
Gedenktafel der ungarischen Flüchtlinge an der Universität Basel.
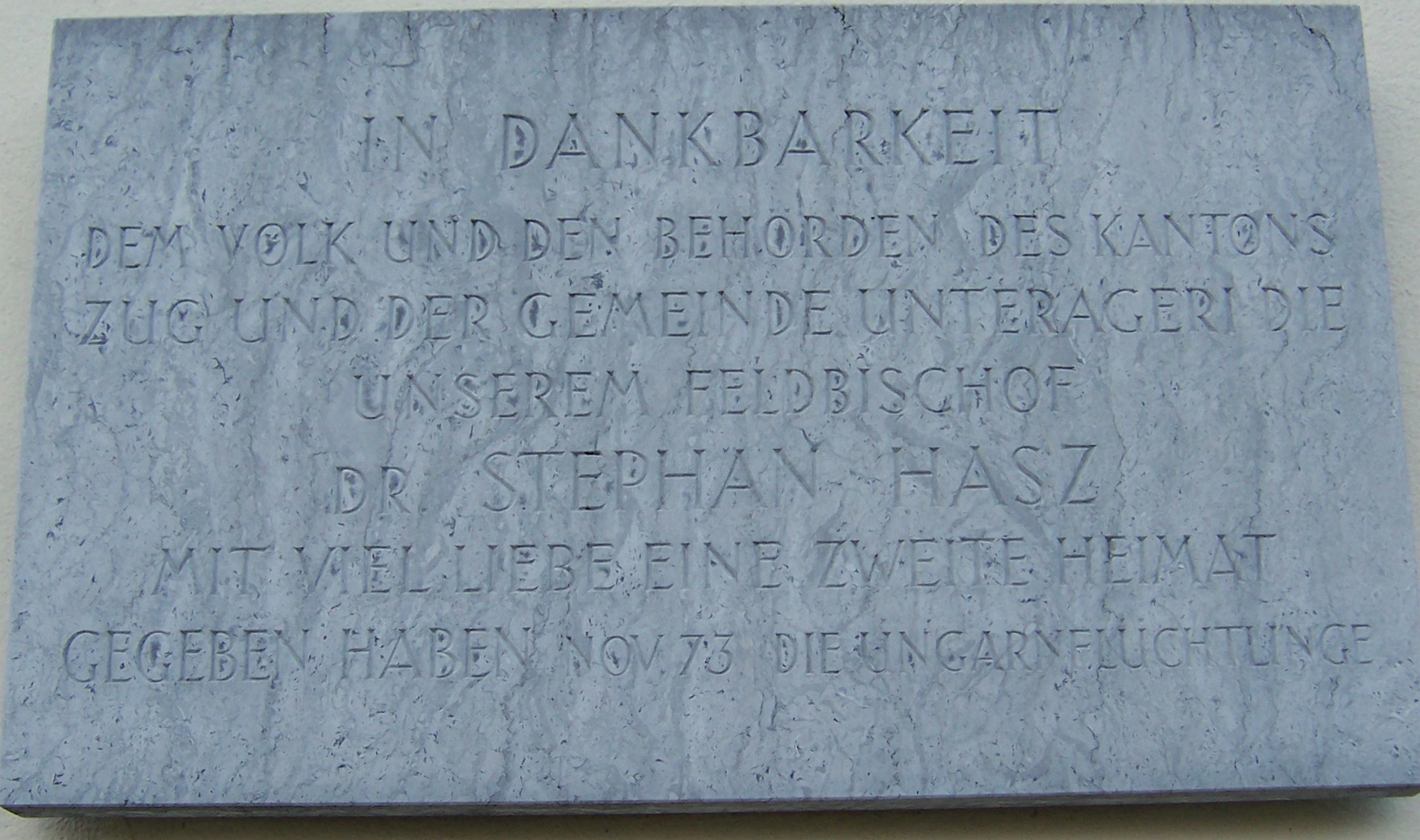
Dank der Ungarnflüchtlinge für die Aufnahme von Bischof Hasz in der Schweiz.

### Denkmäler

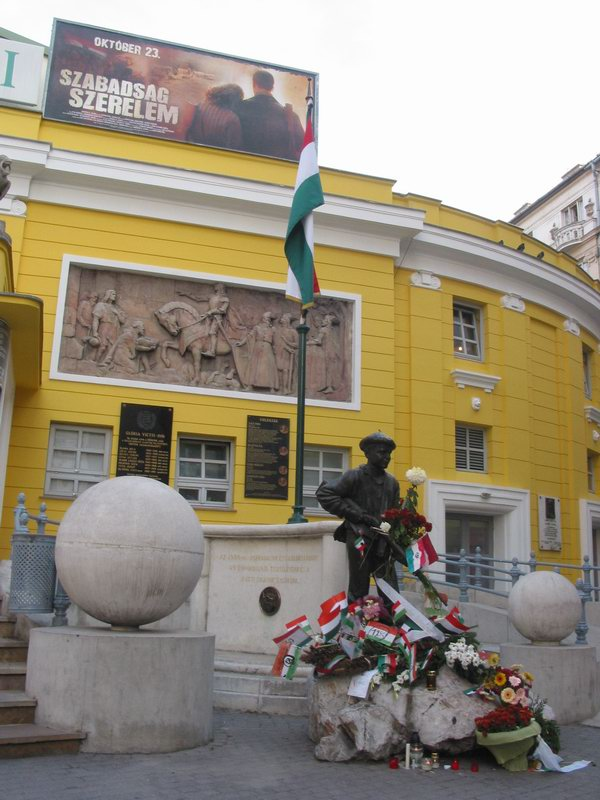
Denkmal zu Ehren der Pesti srácok, die als Jugendliche beim Corvin köz kämpften. Im Corvin Mozi-Kino im Hintergrund wurde am 23. Oktober 2006 – 50 Jahre danach – ein Film gezeigt, der die damalige Geschichte erzählte (siehe Plakat).
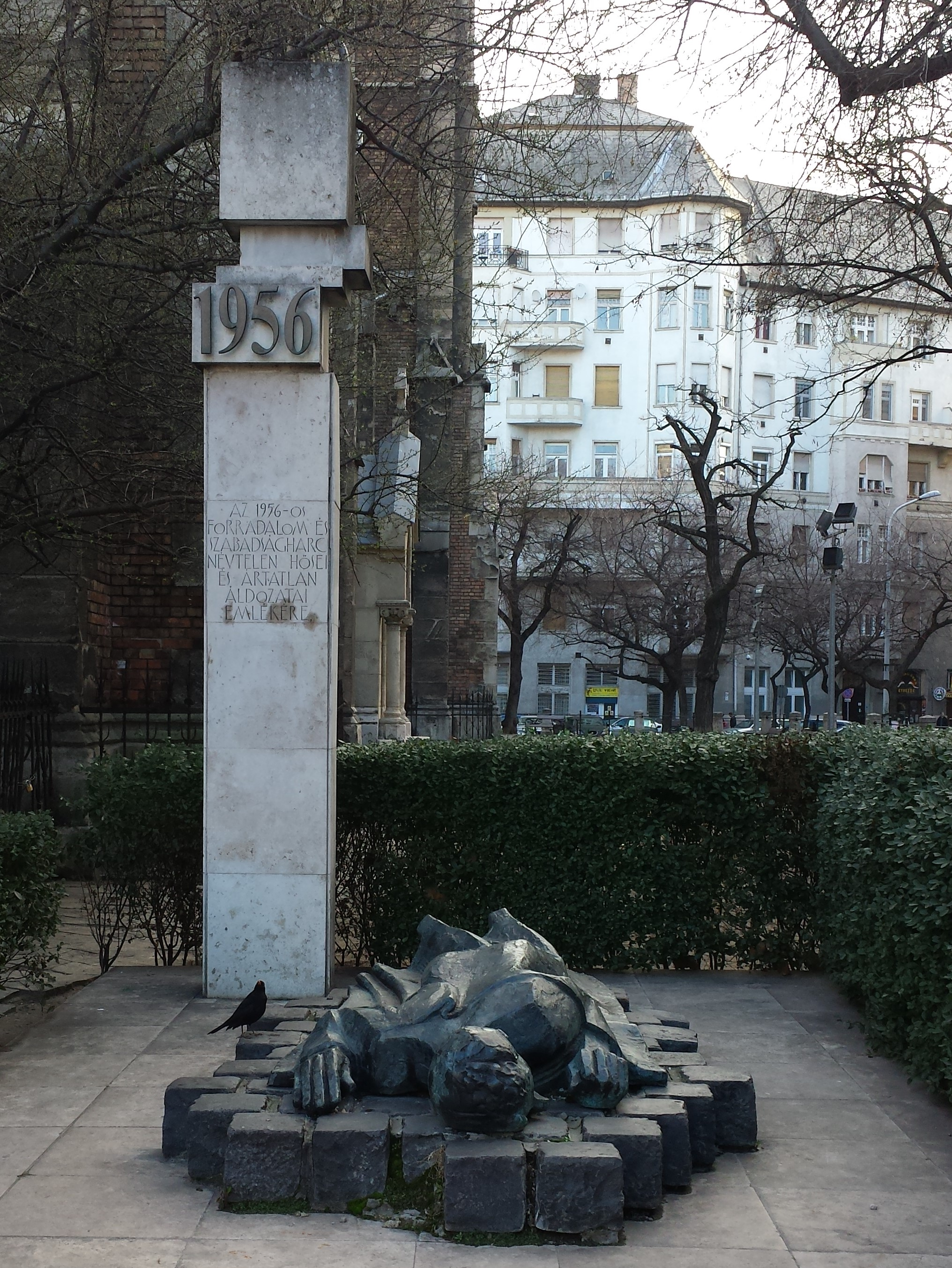
Gedenkstätte für die Opfer des ungarischen Volksaufstandes von 1956 an der Pfarrkirche Sankt Franziskus von Assisi in Budapest. Übersetzte Inschrift: UNSEREN NAMENLOSEN HELDEN DES UNABHÄNGIGKEITSKRIEGES UND DER REVOLUTION VON 1956 UND ZUM GEDENKEN AN DIE UNSCHULDIGEN OPFER.
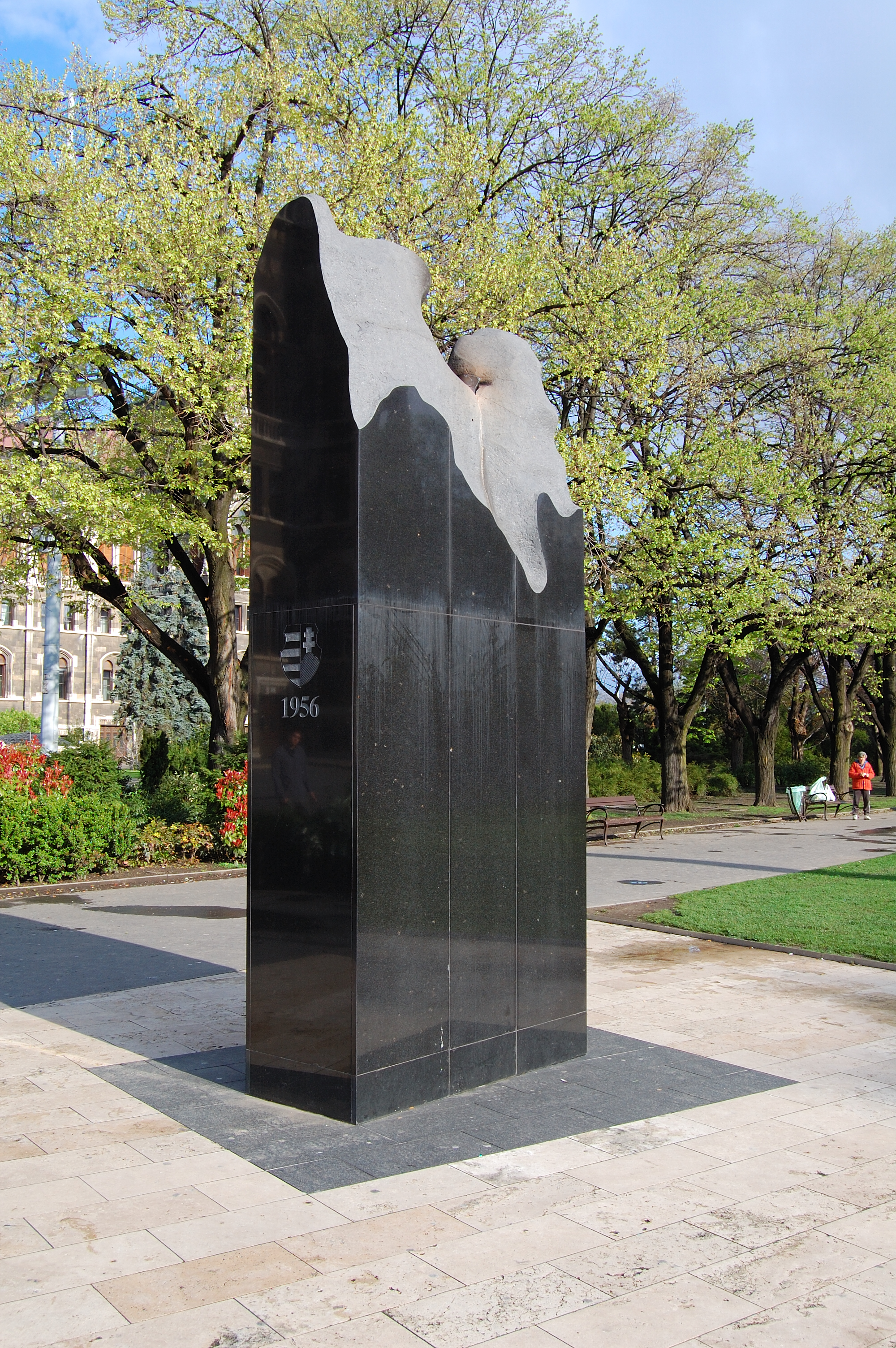
Gedenkstein mit Flamme vor dem Parlament in Budapest.
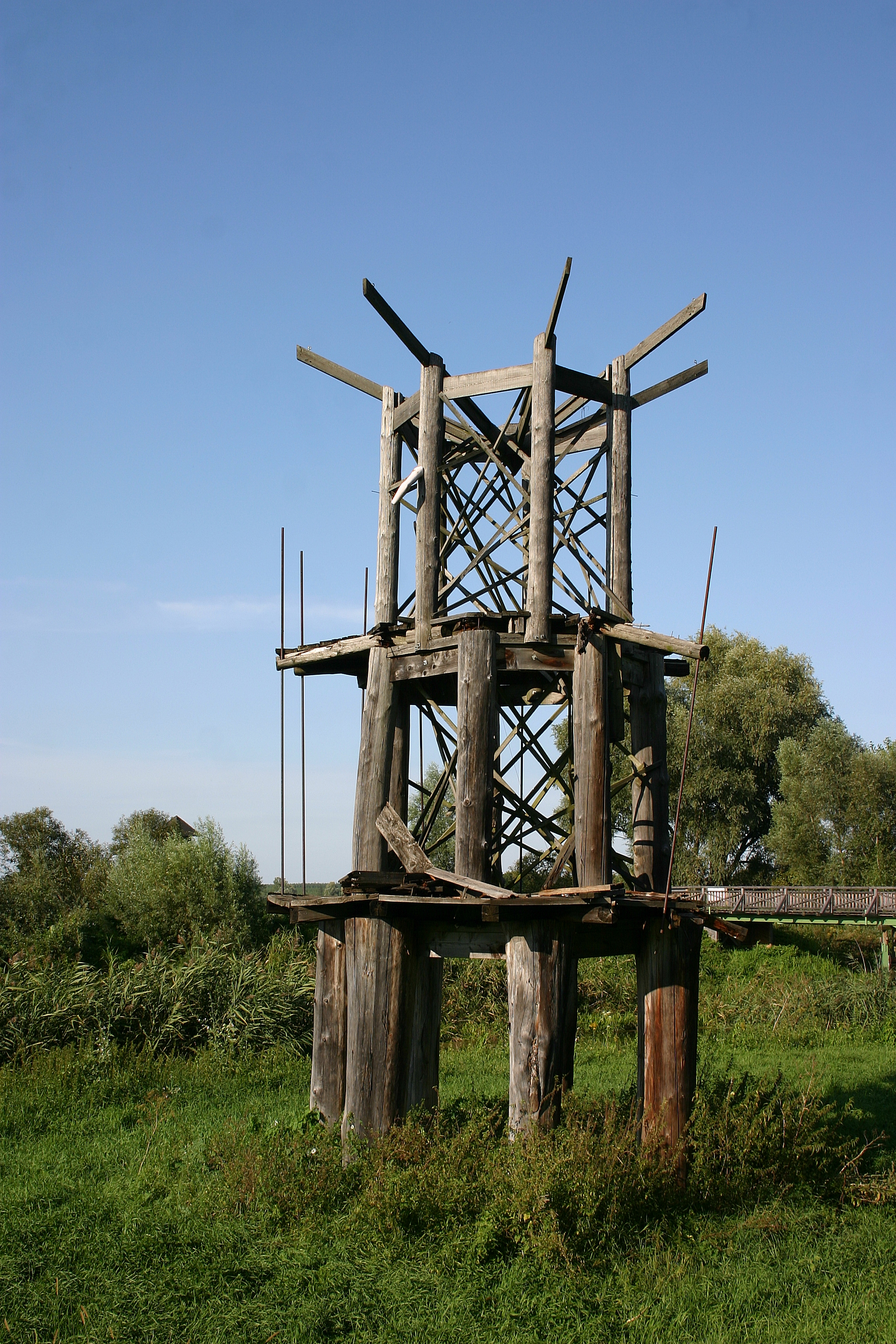
Das Mahnmal bei der Brücke von Andau auf ungarischer Seite befindet sich in einem desolaten Zustand.